# Курант, Эрнест
Эрнест Ку́рант (англ. Ernest D. Courant; 26 марта 1920 — 21 апреля 2020) — американский физик, специалист в области физики ускорителей, один из авторов принципа жёсткой фокусировки пучков заряженных частиц в ускорителях.
Член Национальной академии наук США (1976).

## Биография
Сын математика Рихарда Куранта, внук (по материнской линии) математика Карла Рунге. Его сёстры Гертруда (1928—2014) и Леонора (1928—2015) были замужем за математиками — соответственно Юргеном Куртом Мозером и Питером Лаксом. Родился в Германии, откуда вынужден был эмигрировать вместе с семьёй в 1933 году, после прихода к власти Гитлера, вследствие еврейского происхождения. В 1940 году поступил в Рочестерский университет, там же защитился. В 1943—46 годах работал под руководством Георга Плачека в лаборатории близ Монреаля в рамках Манхэттенского проекта, над теорией атомной бомбы. В 1946—1948 годах занимался ядерной физикой в Корнеллском университете под руководством Ханса Бете.

## Космотрон и сильная фокусировка
С 1948 года перешёл в недавно созданную Брукхейвенскую лабораторию. Занимался изучением динамики частиц на первом крупном синхротроне Космотрон. Результатом этой работы стал принцип сильной фокусировки, разработанный совместно с Х.Снайдером и М.Ливингстоном, и совершивший прорыв в создании ускорителей для нужд физики высоких энергий. (Позднее выяснилось, что принцип уже был независимо предложен и запатентован в Греции и США греческим физиком Н.Христофилосом в 1950 году). В 1986 году за идею сильной фокусировки был награждён премией Энрико Ферми.
За огромный вклад в изучение динамики ускорения заряженных частиц; включая роль в изобретении знакопеременной фокусировки, которая теперь используется во всех ускорителях высокой энергии; а также за многочисленные работы по изучению коллективных эффектов пучка и его неустойчивостей, которые имеют критическое значение при конструировании ускорителей.
Именно Курант из тройки изобретателей сильной фокусировки первым понял, что знакопеременная фокусировка может создавать стабильное поперечное движение частиц, и разработал матаппарат для расчёта динамики частицы в фокусирующих полях с помощью матричного формализма. В ускорительной физике прочно закрепилось название «инвариант Куранта-Снайдера» для инвариантной амплитуды бетатронных колебаний частицы.

## AGS, ISABELLE, SSC
Курант принимал участие в создании в BNL 30 ГэВ сильнофокусирующего протонного синхротрона AGS (Alternating Gradient Synchrotron), захватившего первый пучок в 1960 году. Этому предшествовало создание прототипа с электронным пучком энергией около 1 МэВ, для того чтобы проверить опасения об устойчивости пучка при преодолении критической энергии. В 1970-х принимал активное участие в разработке протон-протонного коллайдера ISABELLE на энергию 200×200 ГэВ, однако этот проект был закрыт. В 1980-х был одним из активных участников проекта SSC (Superconducting Super Collider), протон-протонного коллайдера периметром 87 км, на энергию 20×20 ТэВ. В 1993 году Конгресс США отказал в дальнейшем финансировании SSC, несмотря на уже затраченные 2 млрд долларов.

## RHIC и поляризация
С 1984 года работал над проектированием и созданием тяжелоионного коллайдера RHIC в Брукхейвенской лаборатории. После запуска RHIC занимался получением поляризованных пучков протонов в этом ускорителе. Именно Курант предложил название «сибирская змейка» для спинового ротатора, предложенного Я. С. Дербенёвым и А. М. Кондратенко, позволяющего сохранить поляризацию пучка при ускорении и пересечении спиновых резонансов.

## Награды
- 1979 Boris Pregel Prize
- 1986 Премия Энрико Ферми
- 1987 Премия Роберта Уилсона
- 2007 University of Rochester distinguished scholar award